# Schwindratzheim
Schwindratzheim is een gemeente in het Franse departement Bas-Rhin (regio Grand Est). De gemeente maakt deel uit van het kanton Bouxwiller in het arrondissement Saverne. Schwindratzheim telde op 1 januari 2022 1.763 inwoners.

## Geschiedenis
Schwindratzheim behoorde tot het kanton Hochfelden in het arrondissement Strasbourg-Campagne, maar deze werden opgeheven op 1 januari 2015, waarna de gemeente in het kanton Bouxwiller in het arrondissement Saverne werd ondergebracht.

## Geografie
De oppervlakte van Schwindratzheim bedroeg op 1 januari 2022 9,14 vierkante kilometer; de bevolkingsdichtheid was toen 192,9 inwoners per km². 

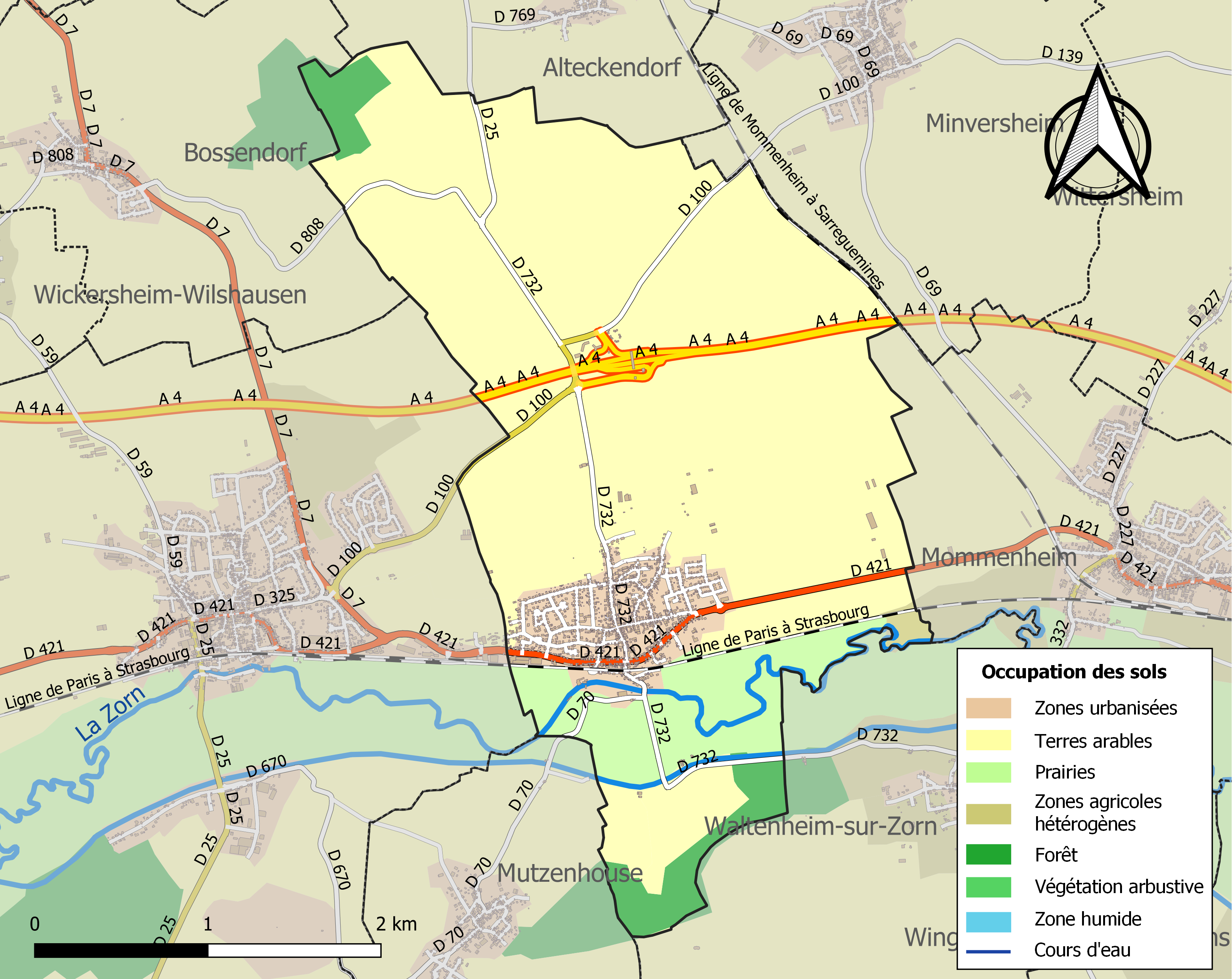
Kaart van de gemeente met de belangrijkste infrastructuur, bodemgebruik en omliggende gemeenten

## Verkeer en vervoer
In de gemeente ligt spoorwegstation Schwindratzheim.

## Demografie
Onderstaande figuur toont het verloop van het inwonertal (bron: INSEE-tellingen).